# Meloe murinus
Meloe murinus is een keversoort uit de familie van oliekevers (Meloidae). De wetenschappelijke naam van de soort is voor het eerst geldig gepubliceerd in 1832 door Brandt & Erichson.